# Fair Oaks (Mendocino County, Kalifornia)
Fair Oaks – jednostka osadnicza w Mendocino County, w Kalifornii (Stany Zjednoczone), na wysokości 440 m. Znajduje się 3,2 km na południowy południowy wschód od Willits.